# Rue des Martyrs
La rue des Martyrs est une rue des 9e et 18e arrondissements de Paris, ancien chemin menant au village de Montmartre.
Elle est l'une des rues les plus commerçantes du 9e arrondissement avec la rue Cadet et se termine, au nord, à son intersection avec la rue La Vieuville.

## Situation et accès
La rue des Martyrs est une voie en pente, longue de presque 900 mètres. Elle débute au carrefour des rues Lamartine et Notre-Dame-de-Lorette dans le 9e arrondissement et monte jusqu'à la rue La Vieuville dans le 18e arrondissement.
C'est aujourd'hui une rue très vivante marquée par les quartiers de nuit de Pigalle et des Abbesses. On y trouve beaucoup de petits commerces ainsi que des cabarets (Chez Michou, Madame Arthur…), une salle de spectacle (Le Divan du Monde) et des bars.
Ce site est desservi par la ligne 12 aux stations de métro Notre-Dame de Lorette, Saint-Georges, Pigalle et Abbesses.

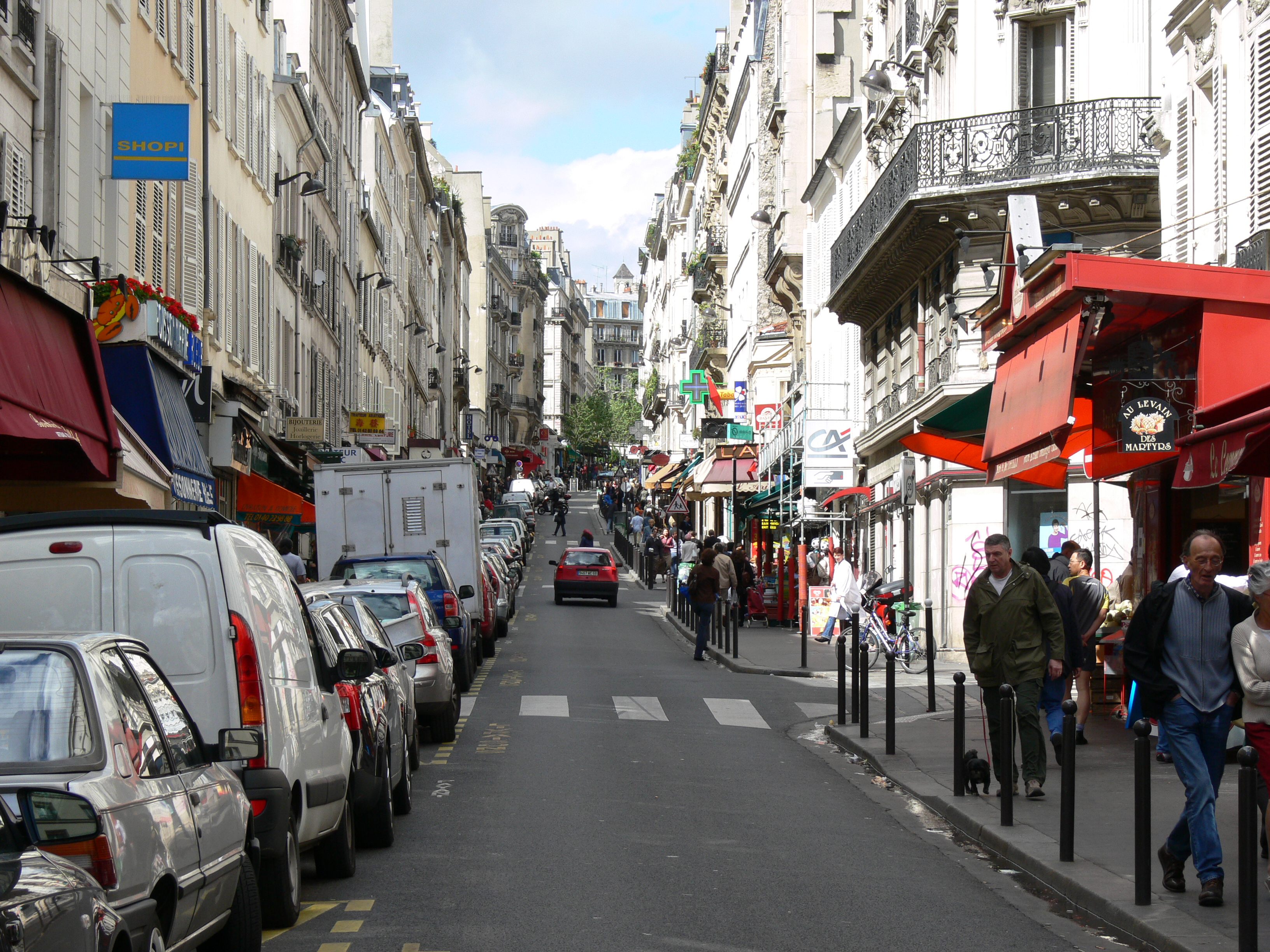
Rue des Martyrs vers la  rue La Vieuville.
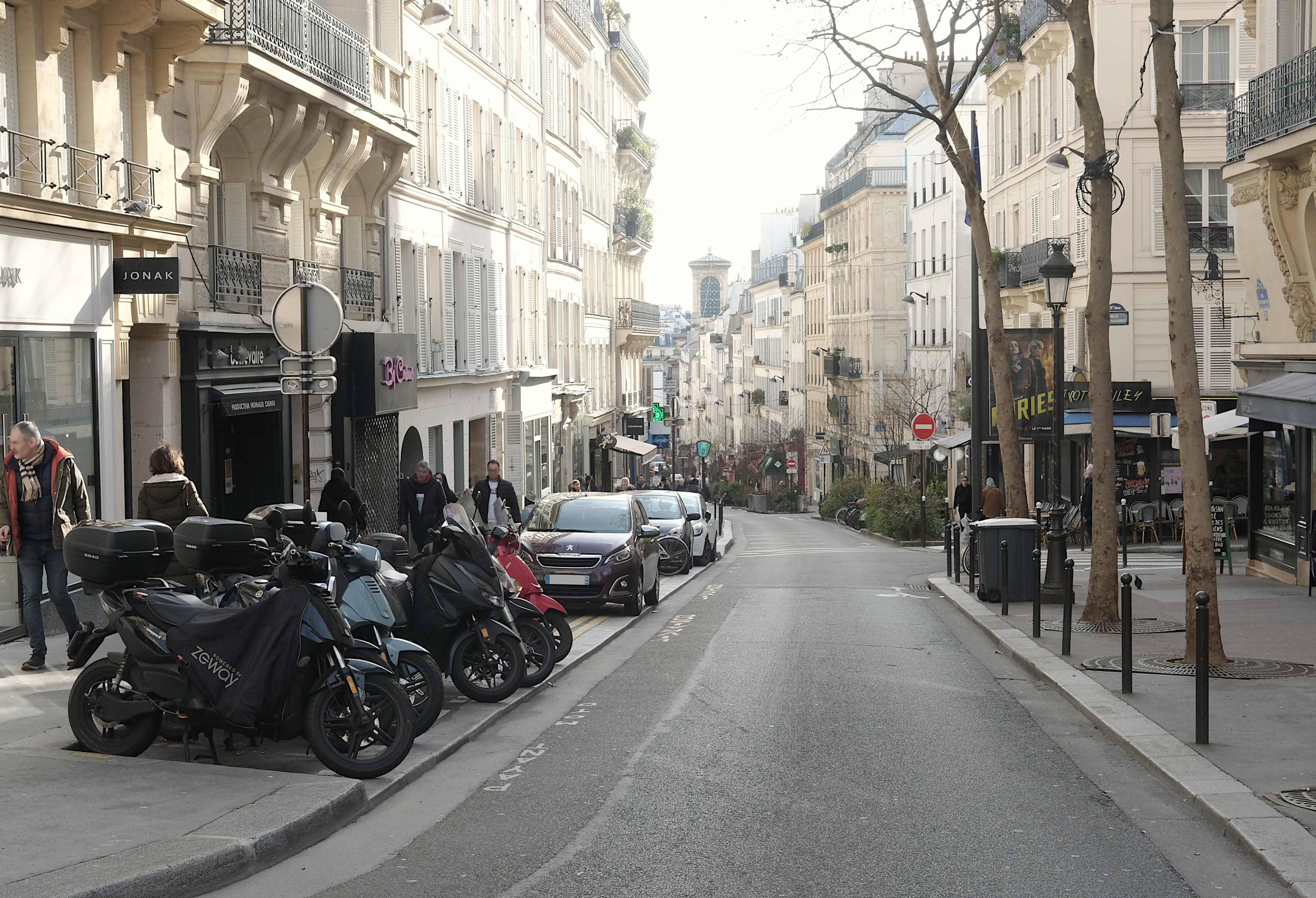
Rue des Martyrs vers la rue Lamartine.

## Origine du nom
Cette rue fut ainsi nommée parce qu'elle se dirige sur le village de Montmartre, où, selon une très ancienne légende, saint Denis, premier évêque de Paris, et ses compagnons subirent le martyre de la décapitation.

## Historique
Cette voie est indiquée à l'état de chemin sur le plan d'Albert Jouvin de Rochefort (1672). Sur plusieurs plans, elle est confondue avec la rue du Faubourg-Montmartre.
Elle conduisait à l'abbaye de Montmartre (« abbaye d'en bas » ayant remplacé en 1686, à l'emplacement du martyre présumé de Saint Denis, l'« abbaye d'en haut » qui existait depuis 1136 au sommet de la butte).
Elle fut primitivement dénommée « rue des Porcherons », puis « rue des Martyrs » et, de 1793 à 1806, « rue du Champ-de-Repos ».
Après la construction de l'enceinte des Fermiers généraux, la partie située au-delà du boulevard fut appelée « chaussée des Martyrs » ; elle fut de nouveau réunie à la « rue des Martyrs » par arrêté préfectoral du 2 avril 1868.
Une décision ministérielle du 23 germinal an IX (15 mars 1800), signée Chaptal et une ordonnance royale du 22 août 1837, fixent la moindre largeur de cette voie publique à 12 mètres.
La section au nord de la rue des Abbesses a été percée après la destruction de l'église et des bâtiments conventuels de l'abbaye de Montmartre.
Le 18 mars 1871, lors de la Commune de Paris, le Général Clément-Thomas, habillé  en civil, qui inspectait les barricades de cette rue est reconnu et arrêté par les habitants puis fusillé par les émeutiers rue des Rosiers.

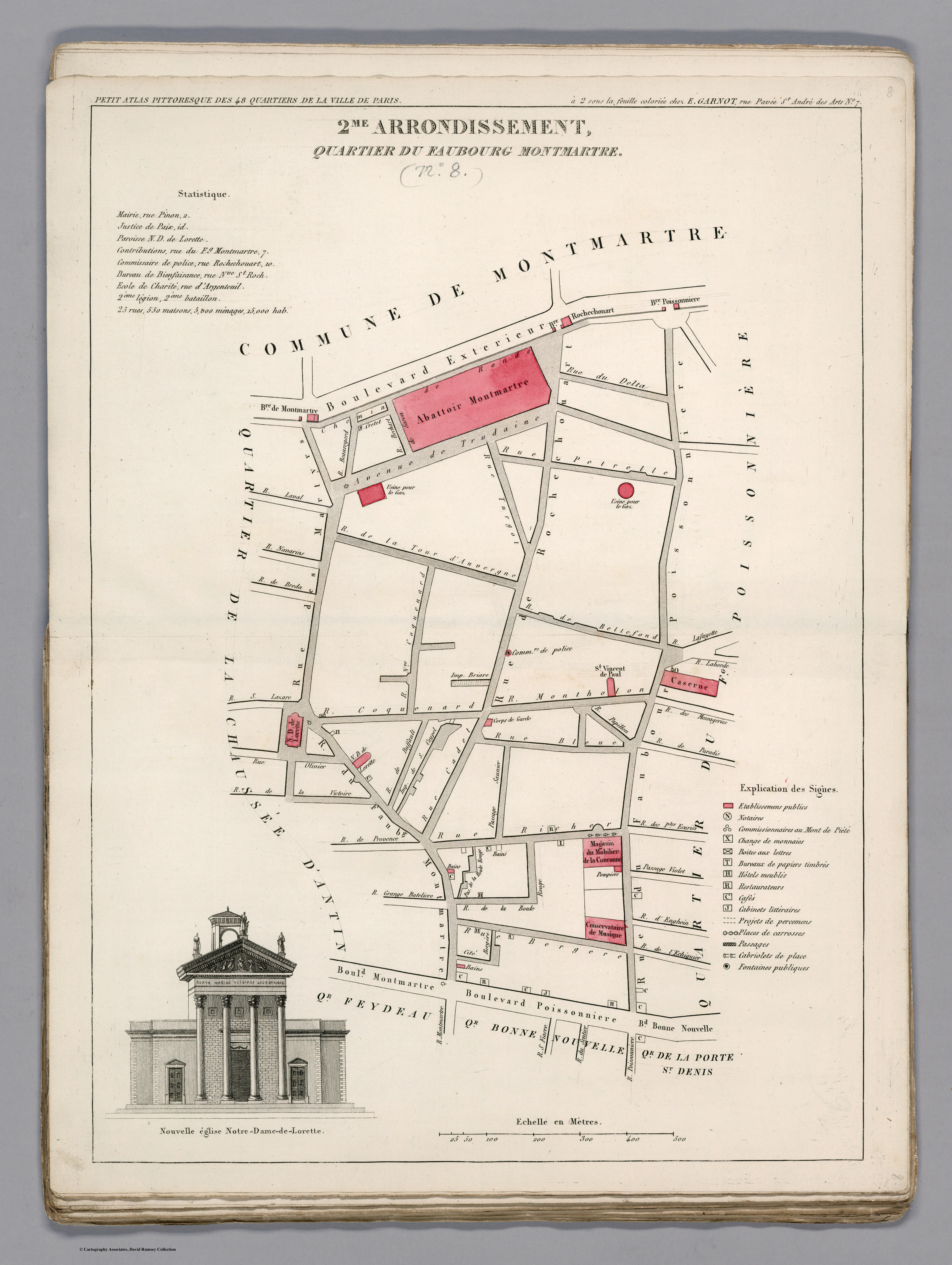
Plan du quartier du Faubourg Montmartre dans l'ancien 2e arrondissement en 1834.

## Bâtiments remarquables et lieux de mémoire
- L'acteur François Cluzet est né dans cette rue.
- À l’intersection avec le boulevard Marguerite-de-Rochechouart se tenait la « barrière des Martyrs » du mur des Fermiers généraux[3].
- No 8 : ancienne maison close (Hygiène-Massages), tenue par Miss Ariane, 2e étage de 1 à 7, dim et fêtes[4]. C'est là qu'est mort en 1921 le sénateur Antonin Dubost[5]. Selon le marquis Henri Pascal de Rochegude (1741-1834), cette maison datant sans doute de la fin du XVIIIe siècle, abritait depuis des temps immémoriaux des pensionnaires chargés du bien-être des ecclésiastiques et des bourgeois. Le Guide Rose de 1934 donne le prénom de la sous-maîtresse: Jeannine. Les dossiers de police de la préfecture donnent à cet endroit en 1860, l'atelier de photographies de Froger et Guillochin.
  - Le spirite Allan Kardec a vécu à cette adresse[6].
- No 10 :  à l'angle de la rue Hippolyte-Lebas, le pignon de la maison est décoré de réclames peintes de grand format découvertes en 2012. Elles vantent les mérites de la peinture Ripolin et de la liqueur Bénédictine. Elles sont datées de 1908 et signées Defoly. Il s'agit des seules réclames inscrites au titre des monuments historiques en France[7],[8]. Elles ont fait l’objet d’une restauration complète en 2024[9].

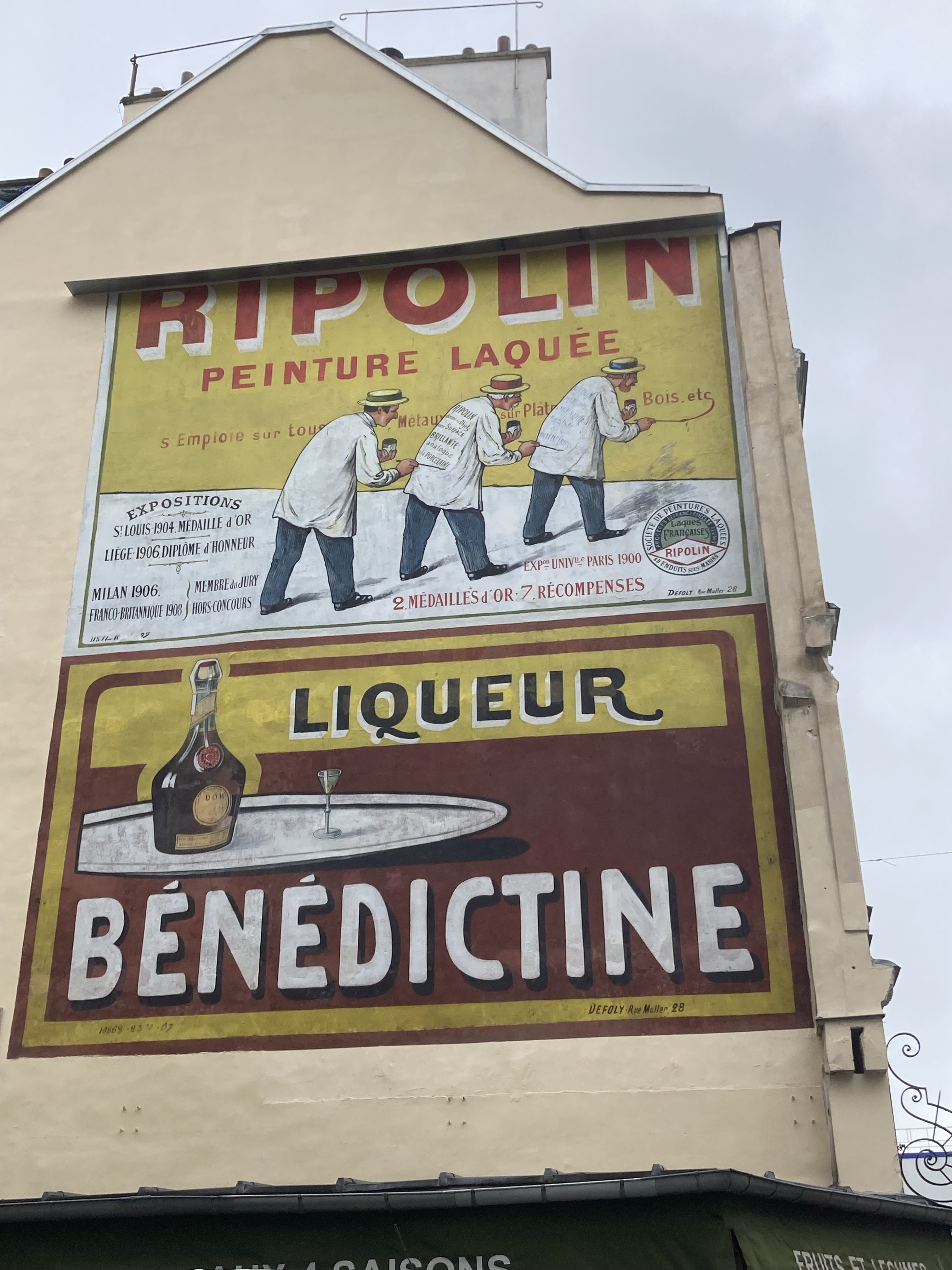
Anciennes publicités murales.

- No 11 : à cette adresse se trouvait, en 1814, l'atelier du peintre Horace Vernet (1789-1863), qui reprend celui du peintre Théodore Géricault[10], puis, en 1826, celui du peintre britannique Bonington (1802-1828)[11].
- No 13 et ensuite au no 21 :  ici a vécu avec son père, dans les années 1870, l'écrivain Paul Léautaud, auteur du journal personnel contradictoirement intitulé Le Journal littéraire et de la nouvelle autobiographique, Le Petit Ami. Dans ce dernier, il décrivit comment, dès l'âge de 5 ans, il était devenu « le petit ami » des prostituées, très nombreuses à l'époque, qui fréquentaient cette rue et celles qui entourent l'église de Notre-Dame-de-Lorette. Il y avait dans cette maison entre 1914 et 1928 une maison de passes tenue par Léontine Chevrel[12]
- No 22 : le lutteur André The Giant, au début de sa carrière, s’entrainait à cette adresse [réf. nécessaire].
- No 23 : ici vécut le député Jacques Antoine Manuel (1775-1827). C'est également à cette adresse que vécut Laurent-Jan (1808-1877), secrétaire, homme de confiance et organisateur de parties fines d'Honoré de Balzac (1799-1850) qui l'a personnifié dans la Comédie humaine sous le nom d'Étienne Lousteau et son épouse Dinah de La Baudraye qui y habitent, dans le roman La Muse du département[13]. C'est à partir de 1812 que le peintre Théodore Géricault (1791-1824) ouvre ici son atelier et habite au numéro 49 de la rue. C'est dans cette maison qu'il mourut des suites de sa chute de cheval et tel que le peignit Ary Scheffer (1795-1868) : La mort de Géricault en 1824. C’est aussi à cette adresse que vécut Émile Decombes (1829-1912), pianiste et professeur de piano qui compta parmi ses élèves Alfred Cortot, Reynaldo Hahn et Maurice Ravel.
- No 35 : ici se trouvait la maison close chez Berry Jenny et madame Bernard et chez Irma Colli dite Frou[12],[14]
- No 39 : angle rue de Navarin, bel immeuble construit en 1903 par les architectes Émile Charlet et Henri Michel (1854-1930).

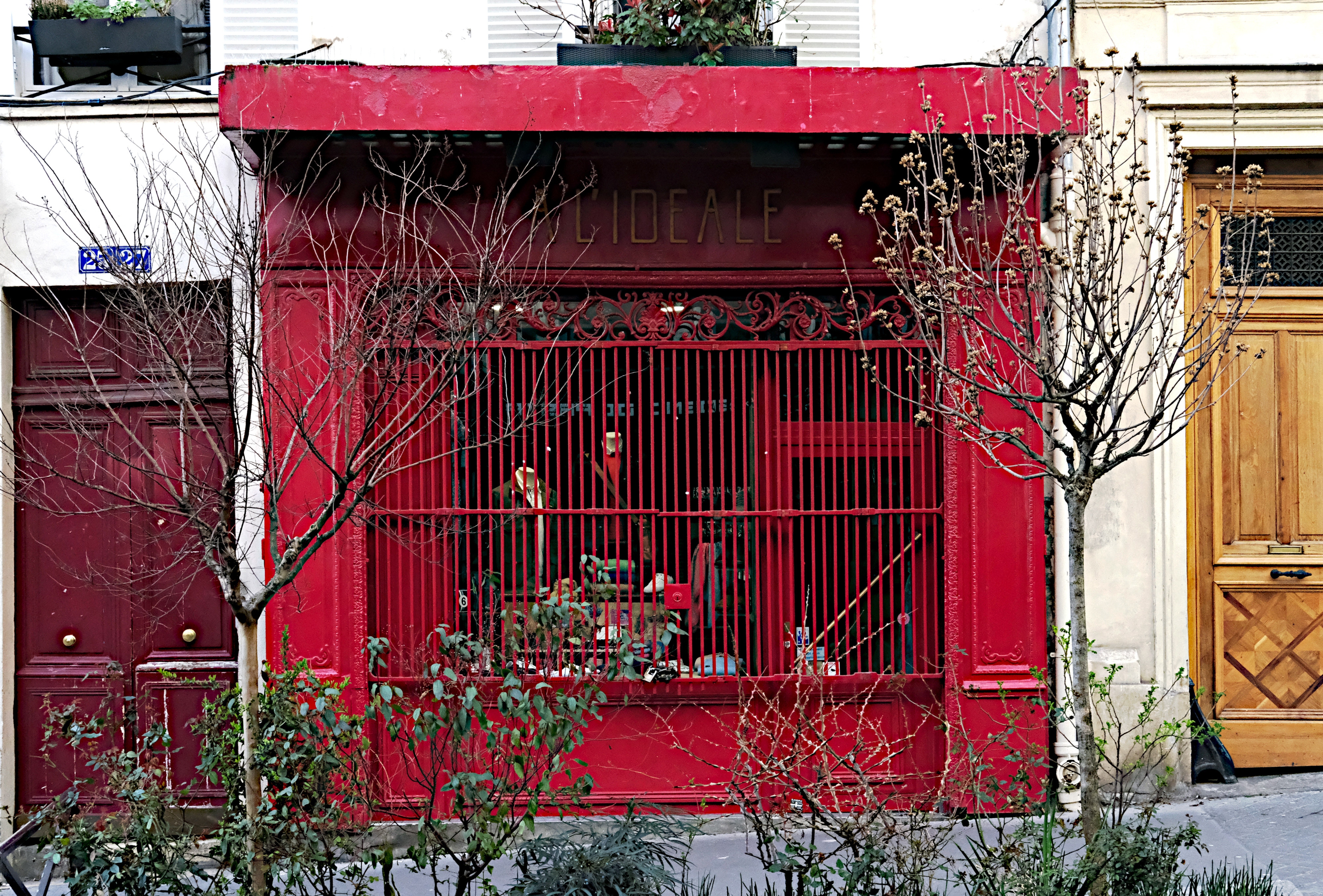
Nos 25 et 27.
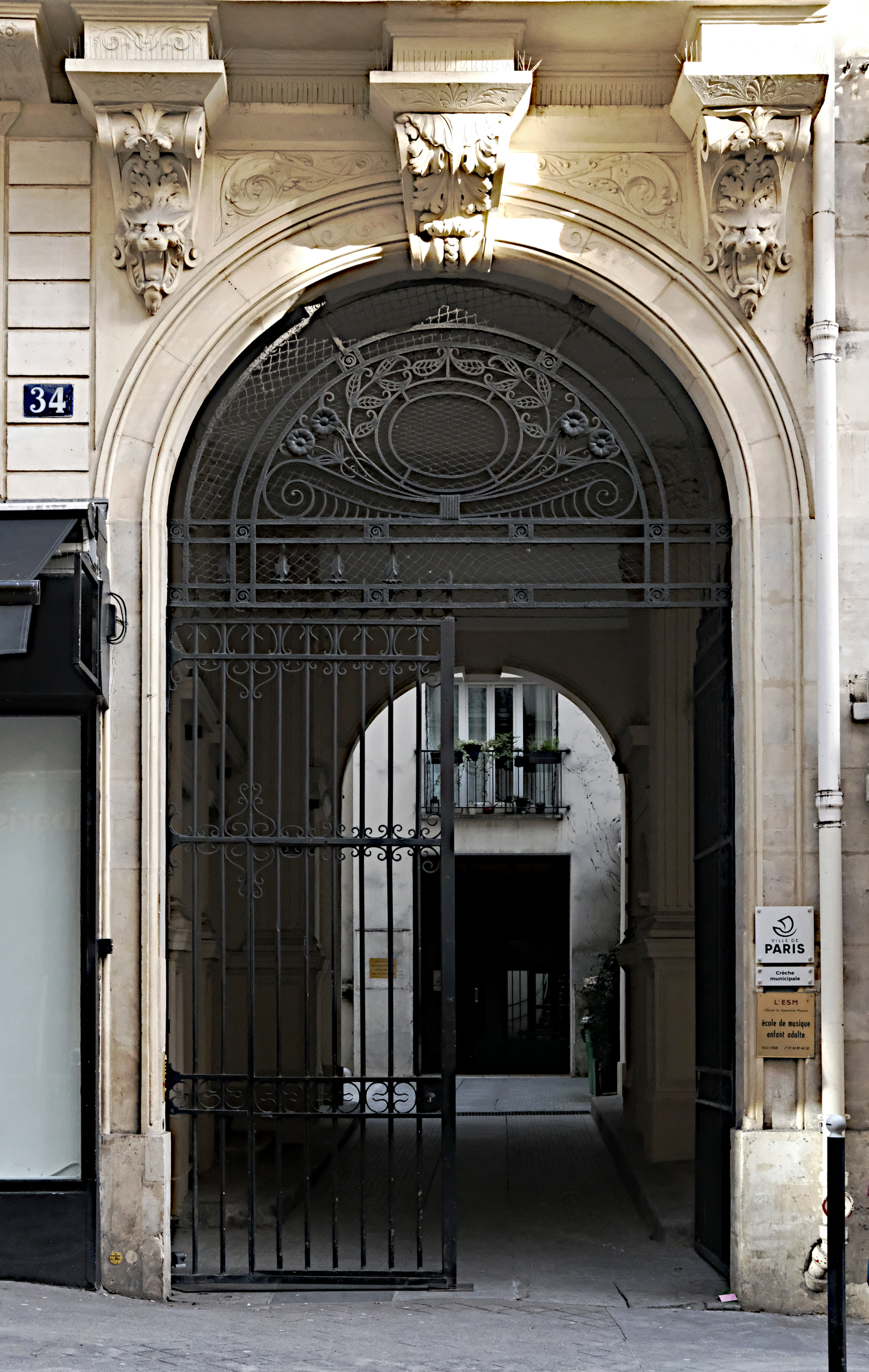
No 34.
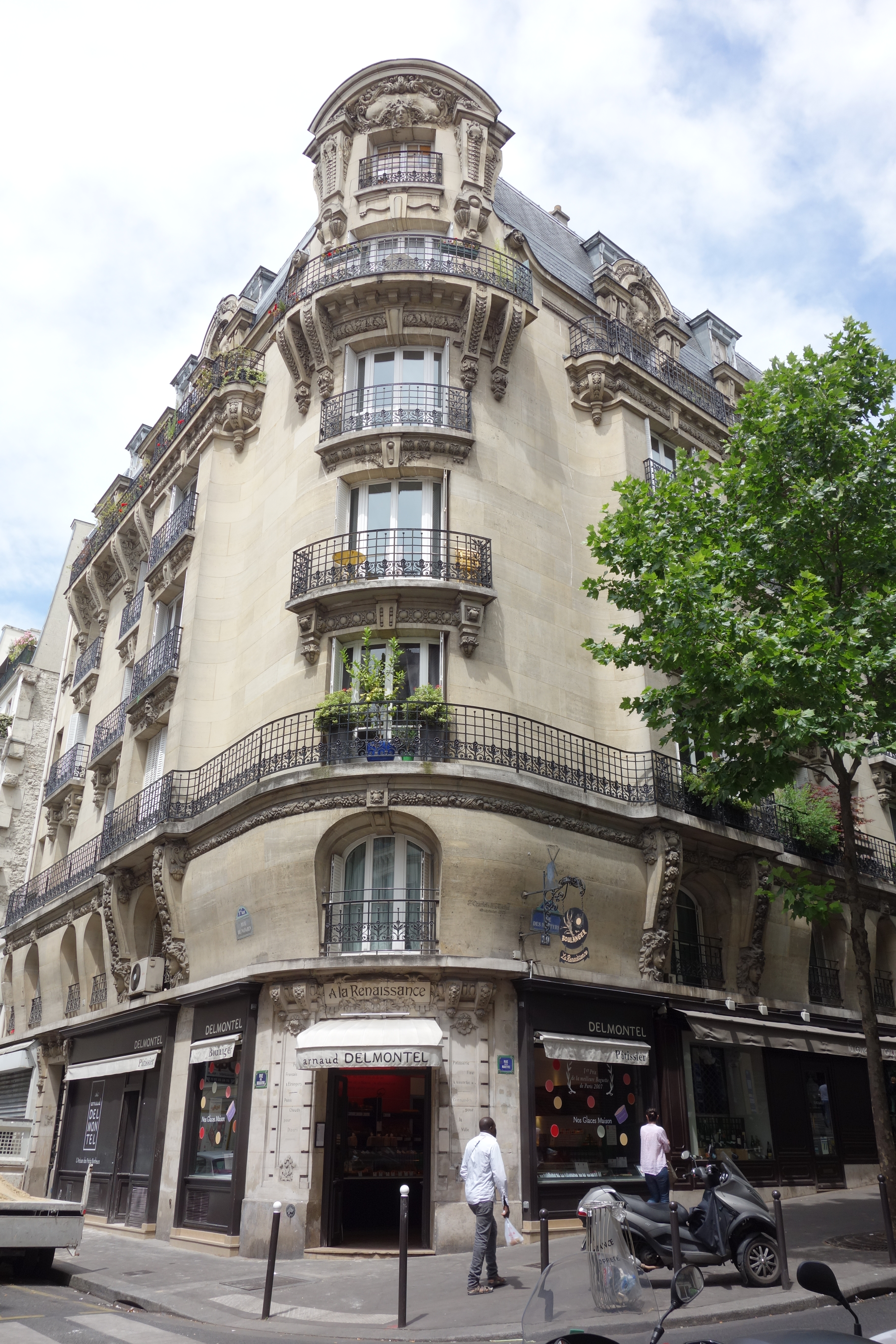
No 39 : angle de la rue de Navarin.

- No 40 : ici résida le compositeur Maurice Ravel, de 1875 à 1880, avec ses parents et son frère Édouard qui y est né en 1878[15]. Le 7 mars 2024, une plaque commémorative a été dévoilée sur la façade de l’immeuble, en présence de Delphine Bürkli, maire du 9e arrondissement de Paris, de Manuel Cornejo, président de l'association des Amis de Maurice Ravel à l'initiative de cette plaque, du chanteur lyrique François Le Roux et de l’écrivain Jean Echenoz dont des extraits de son roman Ravel (2006) ont été lus par des enfants qui ont participé au dévoilement de la plaque[16],[17],[18].
- Nos 41 à 47 : ensemble dit Maison Chapsal classé donnant sur un jardin. En 1840, le propriétaire monsieur Joseph Adrien Rogron, avocat aux conseils du Roi et à la Cour de cassation, décida de faire construire un premier immeuble de cinq étages carrés sur un plan en U puis de faire édifier un ensemble de rapport avec jardins, par l'architecte Jean Joseph Alphonse Blot (1813-1869). L'ensemble est protégé par le PLU. C'est au no 47 que vécut Laure Surville (1800-1871), sœur préférée de Balzac, et son mari Eugène Auguste Georges Midy de la Greneraye, ingénieur. Balzac vint souvent se cacher chez eux lorsqu'il était poursuivi par ses créanciers[19].
  - No 41 : le « Conservatoire de la Chanson » de Jules Mévisto[20] en 1913.
- No 42 : ici vécut le comédien et humoriste Claude Véga. Le 11 avril 2023, une plaque commémorative a été dévoilée, en présence de Delphine Bürkli, maire du 9e arrondissement de Paris[21].
- No 46 : le peintre et illustrateur Louis Vallet, y résida, au moins en 1924.
- No 49 : à cette adresse (partie de la rue appelée Chaussée des Martyrs avant 1868), résida le peintre Géricault dont l'atelier était plus bas, au no 23[22]. En 1873, le jeune compositeur Paul Louis Rougnon (1846-1934) y habite avec sa mère puis avec sa femme Marie-Louise Beurmann et leurs cinq enfants[23]

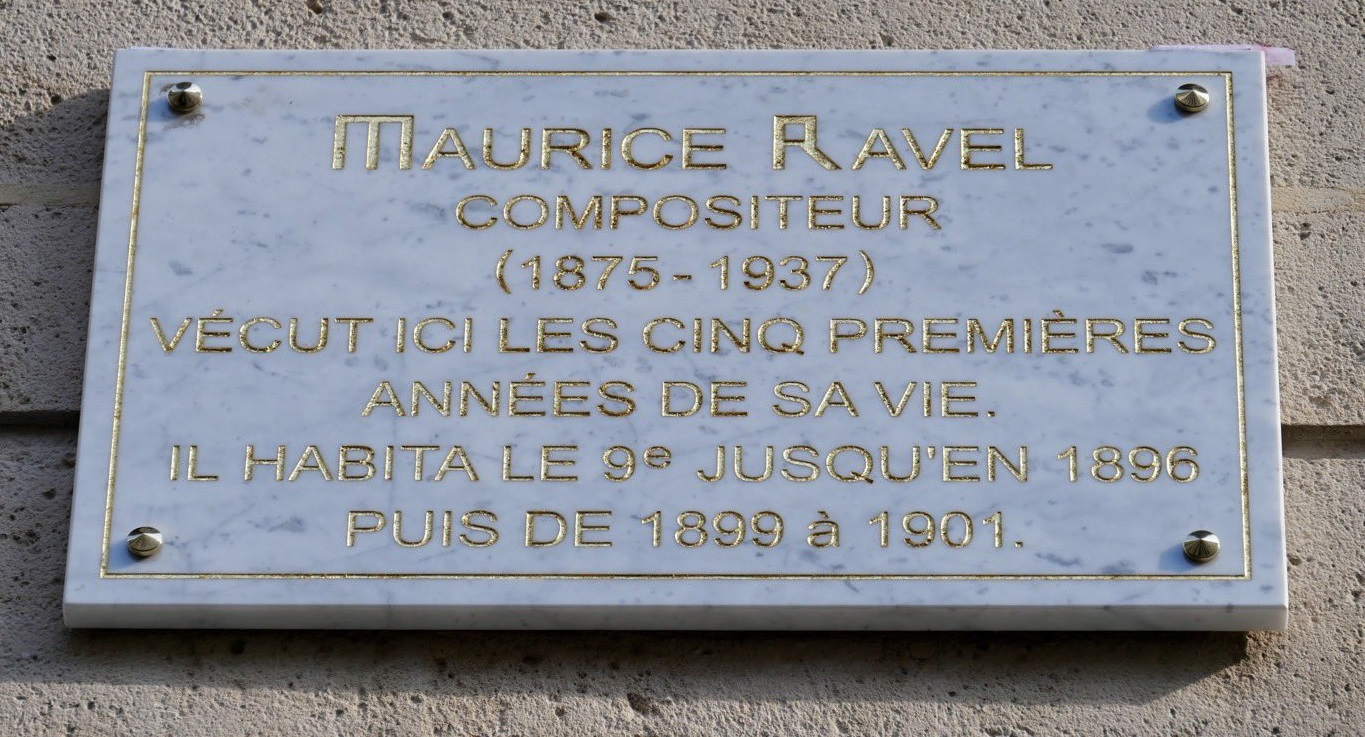
No 40 : plaque commémorative Maurice Ravel.
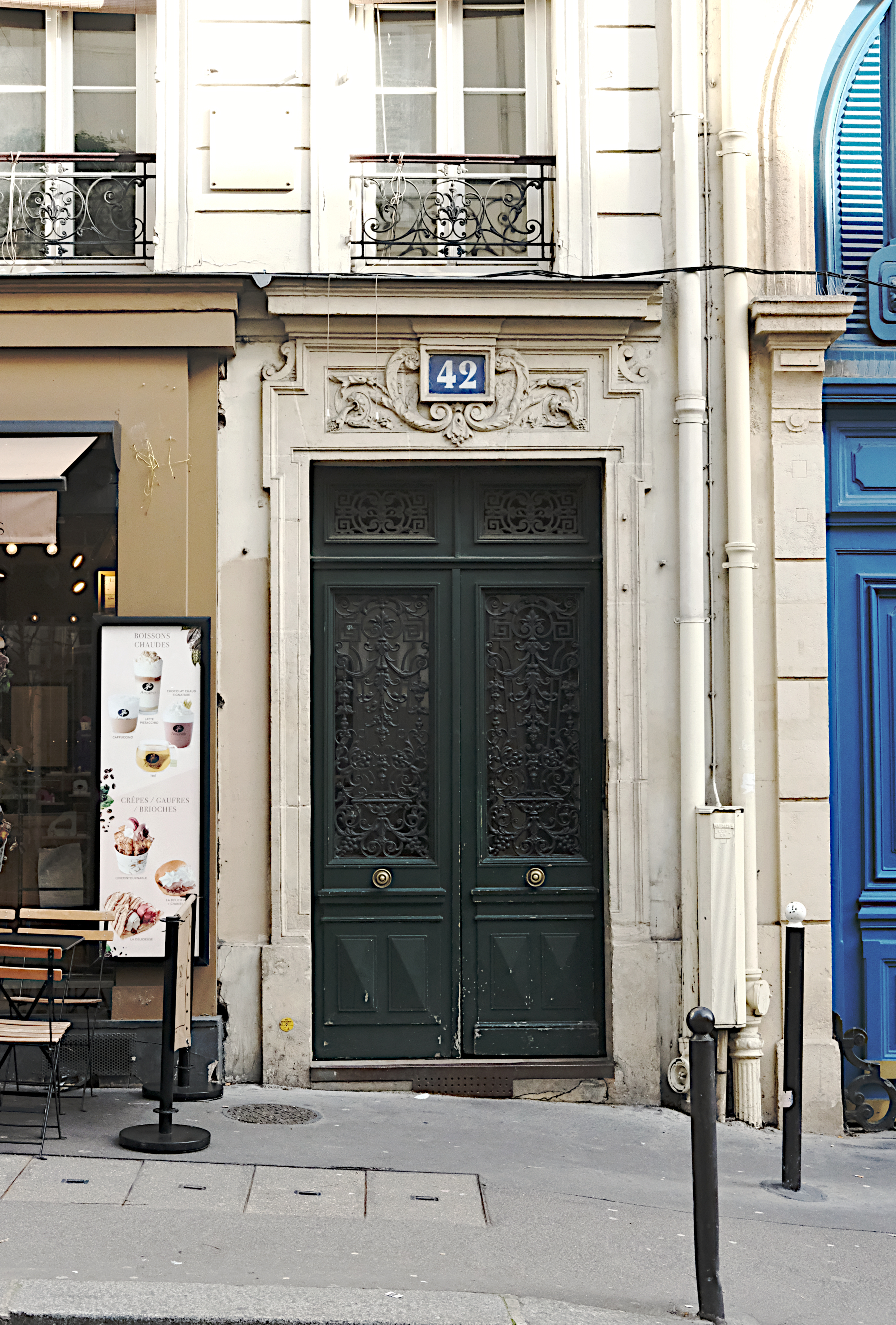
Le no 42.
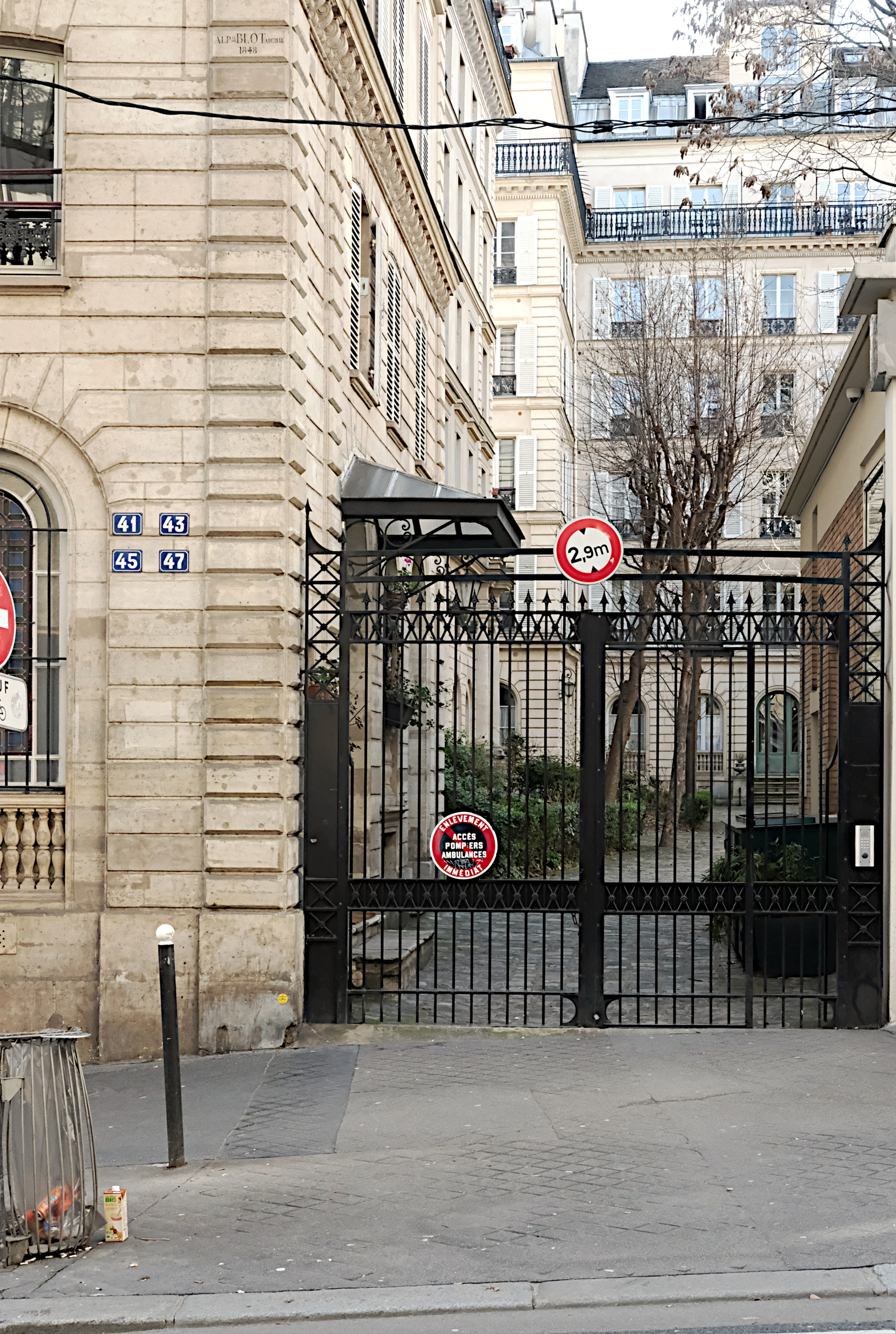
Entrée des nos 41 à 47 de la rue des Martyrs.

- No 59 : aujourd’hui cité Malesherbes, construite sur l'emplacement de l'hôtel du président Lamoignon de Malesherbes (1721-1794). L'impasse ouverte en 1853 qui la dessert porte son nom ; elle est fermée par des grilles.
- No 63 : lycée Edgar-Quinet, créé en 1892, était au départ une école supérieure de jeunes filles et devint un lycée en 1960. Il ne fut ouvert aux garçons qu'en 1974.
- No 65 : Alfred Stevens loue de 1870 à 1882 cette grande maison du XVIIIe siècle. Le Père Soulié, saltimbanque, ivrogne, brocanteur y avait autrefois son échoppe dans laquelle Pablo Picasso y china un tableau représentant une femme peinte par le Douanier-Rousseau, et qu'il conserva toute sa vie. Le Père Soulié fut arrêté pour pédophilie et mourut quelque temps après sa sortie de prison à l'hôpital Lariboisière en 1909. La vieille maison est démolie et remplacée par la rue Alfred-Stevens[24].
- No 75 : Le Divan du Monde, salle de spectacle notamment rendue célèbre par les affiches de Toulouse-Lautrec lorsque le lieu était un cabaret connu sous le nom de « Divan japonais ».
- No 75 bis : cabaret Madame Arthur.
- No 77 : maison de retraite, ancien asile, de La Providence fondé en 1804 par Mathurin-Jules-Anne Micault de La Vieuville (1755-1829), lieutenant-colonel de cavalerie. La rue La Vieuville toute proche porte son nom. C’est là qu’est morte Victor Féli, nom de plume de Jeanne Canac (1861-1952), écrivaine de romans pour jeunes filles de la Collection Stella ainsi que Élisabeth Le Michaud d'Arçon de Vaudey (1773-1863) maîtresse de Napoléon.

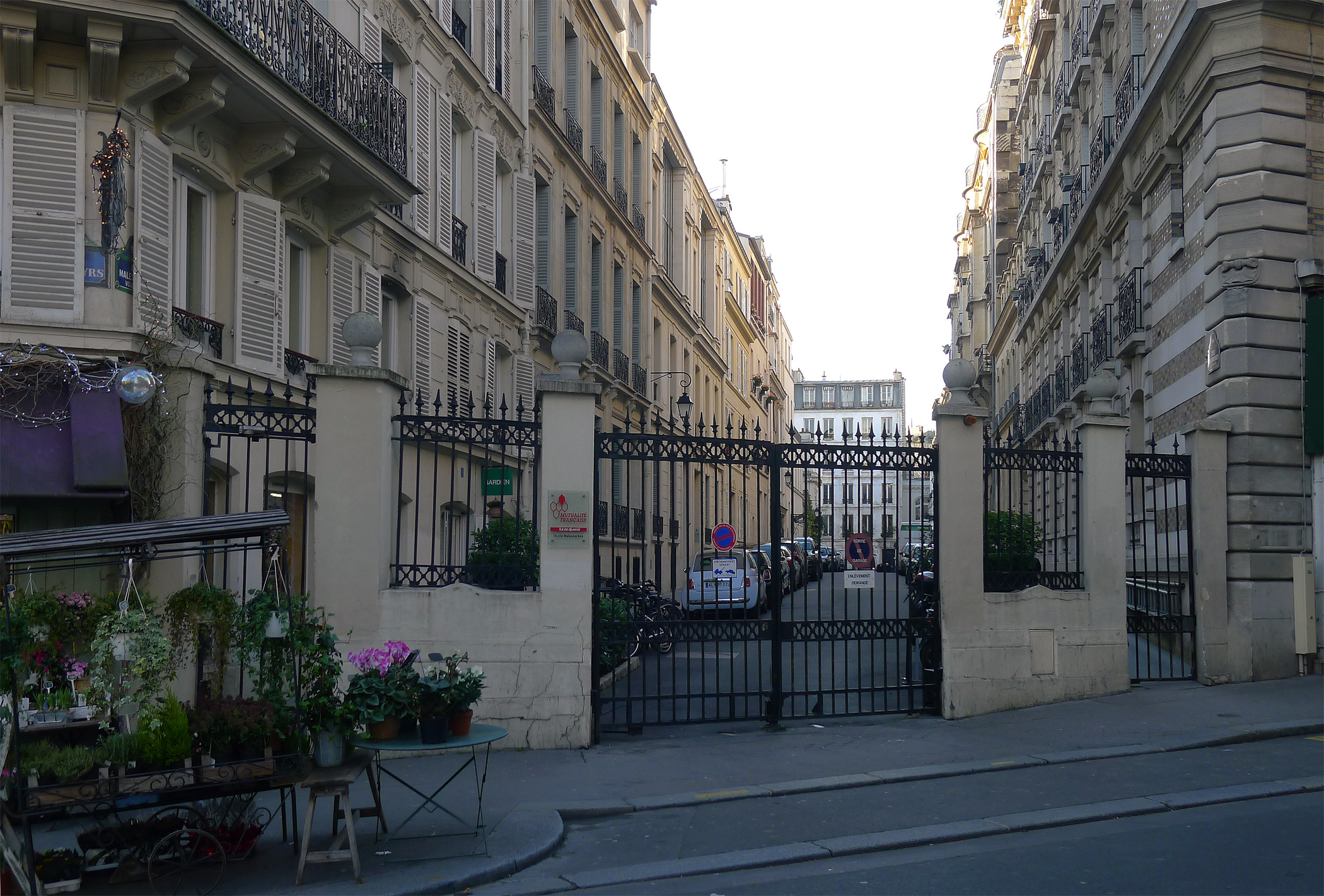
No 59 : la cité Malesherbes.
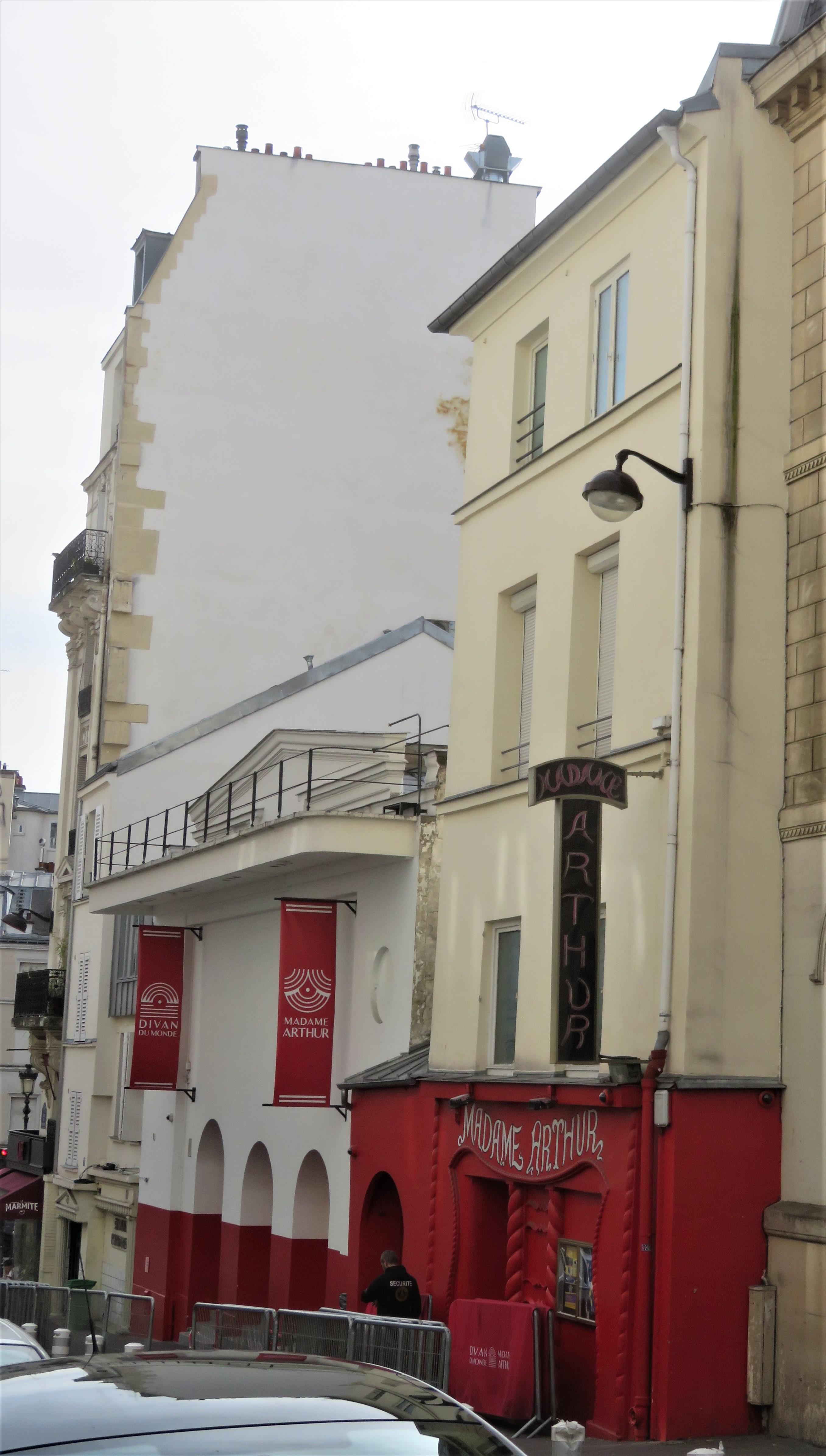
No 75.
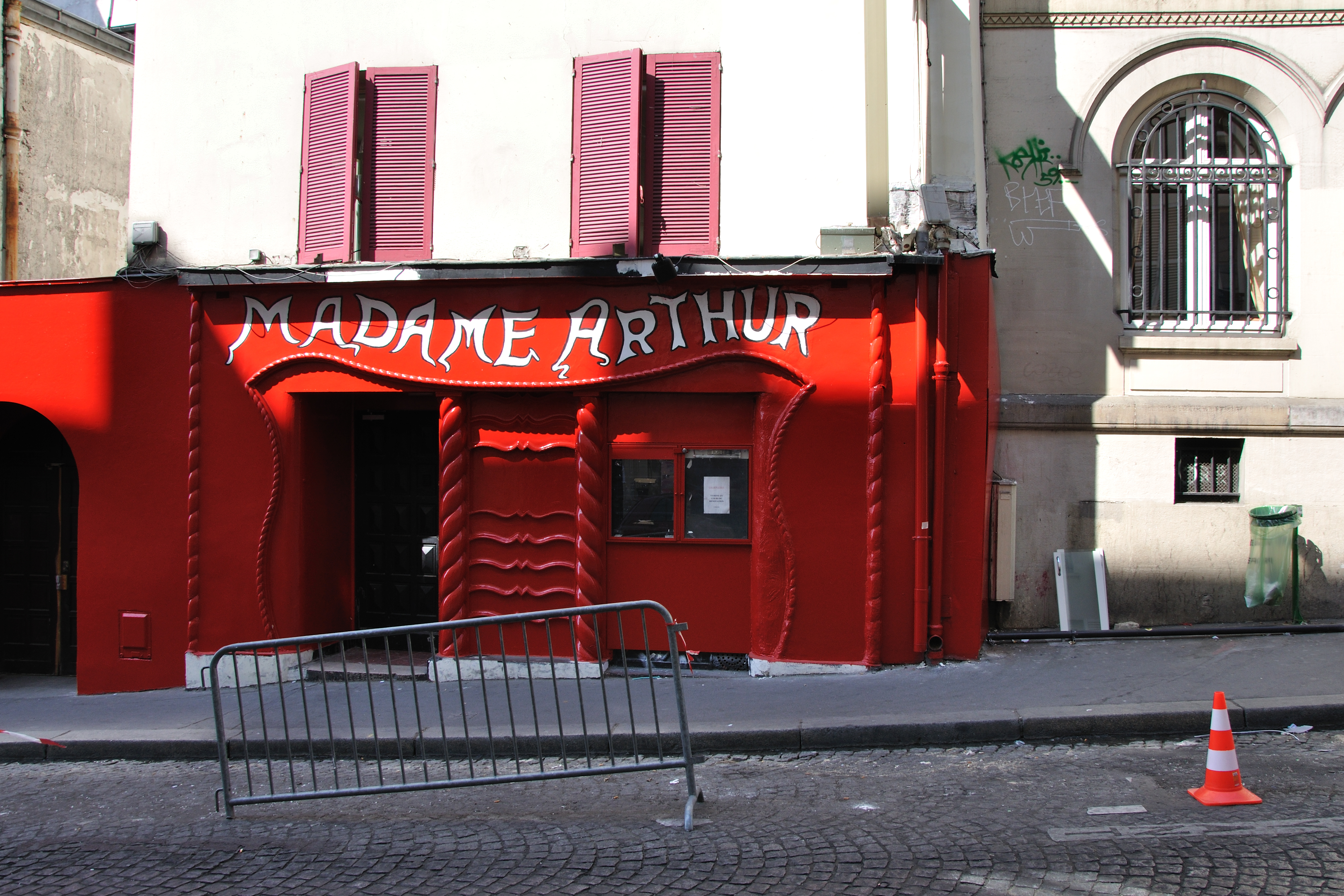
No 75 bis.

- No 80 : cabaret Michou, établissement transformiste portant le surnom de son fondateur[25].
- No 85 : l'artiste peintre décorateur de théâtre Humanité-René Philastre[26],[27], est mort à cette adresse, le 28 septembre 1871[28].
- No 97 : le résistant FTP Mohamed Lakhdar-Toumi y vécut[29].

## La rue des Martyrs dans la culture
- Cette voie est mentionnée dans le film de Sacha Guitry, Le Roman d'un tricheur, où le narrateur décrit une soirée « dans un petit café de la rue des Martyrs au nom prédestiné ».
- Patrick Eudeline a publié un roman intitulé Rue des Martyrs.
- Mme Loisel, dans une des nouvelles de Guy de Maupassant, La Parure, vit rue des Martyrs.
- Maurice-Pierre Boyé, dans son livre La Mêlée romantique, évoque souvent cette rue à propos des peintres qui y avaient leur atelier.
- Le réalisateur Claude Lelouch est né dans cette rue, le 30 octobre 1937.
- Dans cette rue, Allan Kardec a commencé les meetings qui donneront ses origines au spiritisme.
- Quand il était critique de cinéma aux Cahiers du cinéma et Arts, dans les années 1950, François Truffaut a habité « une minuscule chambre rue des Martyrs »[30].
- Dans le livre La dernière rue de Paris, Enquête sur la rue des Martyrs écrit par Elaine Sciolino[31].
- Dans une chanson du groupe Pigalle, l'ambiance du quartier Pigalle des années 1990 est célebrée. Ainsi on retrouve prostituées, ivrognes et drogue Dans la salle du bar-tabac de la rue des Martyrs.

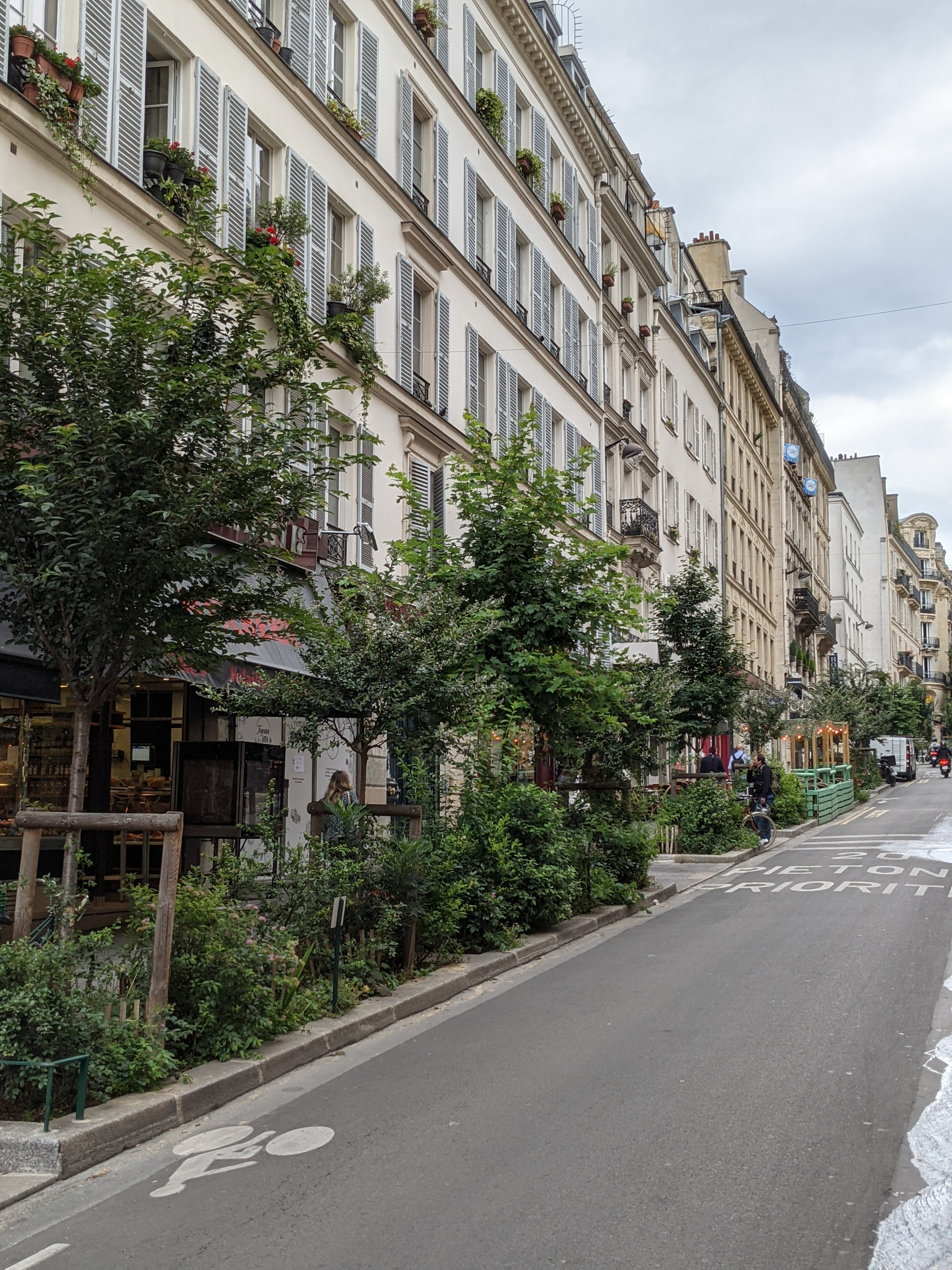
Exemple de végétalisation de la rue.

## Végétalisation de la rue
À l'automne 2018, des jardinières (dont 33 arbres) ont remplacé des places de stationnement. Les riverains ont approuvé à 64 % ce projet de végétalisation des rues du quartier (la rue Manuel, par exemple, est également concernée), porté par la mairie du 9e arrondissement .